# Kevin Murphy (homme politique)
Pour les articles homonymes, voir Kevin Murphy.
Kevin Murphy est un éditeur et un homme politique (néo-écossais) canadien. Il est le député libéral de la circonscription d'Eastern Shore à l'Assemblée législative de la Nouvelle-Écosse de son élection le 8 octobre 2013 jusqu'au 17 juillet 2021.

## Biographie
Kevin Murphy est titulaire d'un baccalauréat en commerce qu'il obtient en 1992 à l'Université Saint Mary's. Il est le propriétaire de Shop the Shore, éditeur de la publication du même nom, un magazine publicitaire gratuit distribué dans l'Eastern Shore,. Tétraplégique, il se déplace en fauteuil roulant depuis l'âge de 14 ans à la suite d'un accident survenu lors d'un match de hockey qui a causé une lésion de sa moelle épinière,. Le 24 octobre 2013, il est élu président de l'Assemblée législative de la Nouvelle-Écosse. Il est la première personne atteinte de paraplégie à exercer cette charge.